# Посевна (робітниче селище)
Посевна (рос. Посевная) — робітниче селище у Черепановському районі Новосибірської області Російської Федерації.
Входить до складу муніципального утворення міське поселення робітниче селище Посевна. Населення становить 4253 особи (2017).

## Історія
Згідно із законом від 2 червня 2004 року органом місцевого самоврядування є міське поселення робітниче селище Посевна.

## Населення
| 1959  | 1970  | 1979  | 1989  | 1996  | 2002  | 2007  |
| ----- | ----- | ----- | ----- | ----- | ----- | ----- |
| 8517  | ↘4372 | ↗4439 | ↗4923 | ↗5100 | ↘4323 | ↗4875 |
| 2009  | 2010  | 2012  | 2013  | 2014  | 2015  | 2016  |
| ↘4564 | ↘4254 | ↗4290 | ↗4389 | ↗4399 | ↘4369 | ↘4324 |
| 2017  |       |       |       |       |       |       |
| ↘4253 |       |       |       |       |       |       |